# México en los Juegos Paralímpicos de Pyeongchang 2018
México estuvo representado en los Juegos Paralímpicos de Pyeongchang 2018 por un deportista masculino. El equipo paralímpico mexicano no obtuvo ninguna medalla en estos Juegos.

## Esquí alpino adaptado
Arly Velásquez clasificó para los Juegos Paralímpicos, en su tercera participación paralímpica. Compitió en esquí alpino adaptado, en las pruebas de descenso, supergigante y eslalon gigante.